# 井冈山经济技术开发区
井冈山经济技术开发区是一个国家级经济技术开发区，简称井开区，隶属于中华人民共和国江西省吉安市。

现任井开区党工委书记是漆海云，井开区管委会主任是黄国栋。